# Омдурман
Омдурма́н (араб. أم درمان‎ — Умм-Дурман, англ. Omdurman) — второй по величине город Судана. Расположен на противоположном столице Судана — Хартуму — берегу реки Нил. Население Омдурмана (без агломерации) составляет свыше 2,8 миллиона человек (по данным на 2012 год). Город является коммерческим центром государства.
В западной части Омдурмана находится гробница глубоко почитаемого шейха Хамада-эль-Нила.

## История
В 1884 году глава антиколониального восстания, вошедшего в историю как «восстание махдистов», Мухаммад «Махди» Ахмад основал свой военный штаб в деревне Омдурман, располагавшейся на противоположном берегу Нила от административного центра Судана — Хартума. После смерти Мухаммада Ахмада в 1885 году от тифа его преемник, Абдаллах «Халифа» ибн Мухаммад, провозгласил Омдурман столицей государства.
В сражении при Омдурмане английские войска под командованием Горацио Герберта Китченера разбили наголову повстанческие силы и обеспечили восстановление британского контроля над Суданом.

## География
Расположен на реке Белый Нил, на высоте 390 м над уровнем моря. Входит в городскую агломерацию с Хартумом и Северным Хартумом.

## Климат
| Показатель                            | Янв. | Фев. | Март | Апр. | Май  | Июнь | Июль | Авг. | Сен. | Окт. | Нояб. | Дек. | Год   |
| ------------------------------------- | ---- | ---- | ---- | ---- | ---- | ---- | ---- | ---- | ---- | ---- | ----- | ---- | ----- |
| Средний суточный максимум, °C         | 30,8 | 33,0 | 36,8 | 40,1 | 41,9 | 41,3 | 38,4 | 37,3 | 39,1 | 39,3 | 35,2  | 31,8 | 37,1  |
| Средний суточный минимум, °C          | 15,6 | 17,0 | 20,5 | 23,6 | 27,1 | 27,3 | 25,9 | 25,3 | 26,0 | 25,5 | 21,0  | 17,1 | 22,7  |
| Среднее число солнечных часов в месяц | 141  | 211  | 260  | 330  | 360  | 390  | 400  | 390  | 365  | 300  | 260   | 180  | 3587  |
| Среднее число дней с осадками         | 0    | 0    | 0,1  | 0,1  | 0,9  | 1,2  | 4,8  | 4,8  | 3,2  | 1,2  | 0     | 0    | 16,3  |
| Норма осадков, мм                     | 0    | 0    | 0    | 0    | 0,4  | 4,0  | 46,3 | 75,2 | 25,4 | 4,8  | 0,7   | 0    | 156,8 |
| Средняя влажность, %                  | 27   | 22   | 17   | 16   | 19   | 28   | 43   | 49   | 40   | 28   | 27    | 30   | 28,8  |

## Население
По оценочным данным на 2010 год население Омдурмана составляет 2 577 780 человек.
Динамика населения города по годам:
| Год  | Население |
| ---- | --------- |
| 1909 | 42 779    |
| 1941 | 116 196   |
| 1956 | 113 600   |
| 1973 | 299 399   |
| 1983 | 526 284   |
| 1993 | 1 271 403 |
| 2007 | 2 127 802 |
| 2008 | 2 395 159 |
| 2010 | 2 577 780 |

## Галерея
- Карта Омдурмана, Хартума и Северного Хартума (Бахри)
- Гробница Аль-Махди
- Вид из космоса

## Города-побратимы
- Харгейса, Сомалиленд
- Хартум, Судан